# Cedynia
Cedynia é um município da Polônia, na voivodia da Pomerânia Ocidental e no condado de Gryfino. Estende-se por uma área de 1,67 km², com 1 625 habitantes, segundo os censos de 2017, com uma densidade de 973,1 hab/km².